# ميمي لوزانو
ميمي لوزانو (بالإنجليزية: Mimi Lozano؛ بالإسبانية: Mimi Lozano) هي ناشِطة أمريكية ومكسيكية، ولدت في 1933 في سان أنطونيو في الولايات المتحدة.